# Bunium bulbocastanum
Il bulbocastano (Bunium bulbocastanum L.), comunemente noto come castagna di terra, è una pianta erbacea perenne che appartiene alla famiglia Apiaceae, diffusa nei luoghi erbosi e di collina di gran parte dell'Europa e nel sud-ovest dell'Asia.

## Descrizione
Il bulbocastano ha un fusto sottile ed eretto, con foglie lobate, fiori bianchissimi ed ermafroditi e frutti di forma oblunga. Le radici sono formate da tuberi globosi commestibili, dal sapore che ricorda le castagne.